# 針女

鳥取県境港市・水木しげるロードに設置されている「針女」のブロンズ像。

針女（はりおなご、はりおんな）または濡れ女子（ぬれおなご）、笑い女子（わらいおなご）は、水木しげるの著書にある、愛媛県南部の宇和島地方に伝わる妖怪。

## 伝承とされる内容
人間の女性の姿に似ているが、長いざんばら髪の先端に鈎針状の鉤が備わっている。
城辺町（現・愛南町）の桜岡にしきりと現れたといい、夜道で男に微笑みかけ、笑い返した者を髪を振り乱しながら追いかけ、髪の鉤で捕らえる。一度捕まるとどんな大男でも身動きが取れなくなり、そのままどこかへ連れ去られる、とされる。
家の中に逃げ込み、頑丈な扉をしっかりと閉めておけば、朝方には針女は消えてしまうが、扉の外には髪の鉤で付けられたであろう、無数の傷跡が残っているという。

## 検証
針女の特徴は、宇和島地方の妖怪「濡女子」と共通点が多いことから、妖怪研究家村上健司は、水木が濡女子の特徴を強調した上で「針女」と命名したものと推測している。